# Йохана Синисало
Айла Йохана Синисало (на фински: Aila Johanna Sinisalo) е финландска писателка.

## Биография
Родена е на 22 юни 1958 година в Соданкюля, Лапландия. Завършва Тамперския университет, след което работи в областта на рекламата. От 80-те години започва да публикува научнофантастични разкази и се утвърждава като един от водещите финландски автори в този жанр. Получава международна известност с романа си „Никога преди залез“ („Ennen päivänlaskua ei voi“, 2000), смесващ съвременна социална проза с елементи на научна фантастика и фентъзи.